# Etlingera sorsogonensis
Etlingera sorsogonensis är en enhjärtbladig växtart som först beskrevs av Adolph Daniel Edward Elmer, och fick sitt nu gällande namn av Axel Dalberg Poulsen. Etlingera sorsogonensis ingår i släktet Etlingera och familjen Zingiberaceae. Inga underarter finns listade i Catalogue of Life.